# هنري ماثياس بيرتيلوت
هنري ماثياس بيرتيلوت (بالفرنسية: Henri Berthelot)‏ هو عسكري فرنسي، ولد في 7 ديسمبر 1861 في Feurs ‏ في فرنسا، وتوفي في 29 يناير 1931 في باريس في فرنسا.